# 에이닷 전화
T전화는 SK텔레콤에서 2014년 2월에 안드로이드 용으로 개발한 전화 앱이며, 스팸 차단 기능 등을 포함하고 있다. 2016년 10월 27일에 iOS 앱으로 출시되었다.
2024년 10월 14일, 기존 에이닷 앱의 에이닷 전화 기능을 통합하여 T전화에서 에이닷 전화로 명칭을 변경하였다.

## 같이 보기
- 후후
- 스팸 전화
- NUGU